# Piper abajoense
Piper abajoense é uma espécie de planta do gênero Piper . Foi descoberto por Allan Jay Bornstein em 2014. A espécie só pode ser encontrada em Porto Rico. No Município de Utuado, Piper abajoense tem uma altitude de 315 metros .